# Entlebucher
Entlebucher – rasa psów należąca do grupy psów w typie pinczera i sznaucera, molosowatych, psów szwajcarskich pasterskich i ras innych. Zaklasyfikowana do sekcji szwajcarskich psów pasterskich. Nie podlega próbom pracy.

## Rys historyczny
Pod nazwą Entilbucherhund rasa była znana od 1889, kiedy to Franz Schertenleib postanowił odszukać i hodować te małe psy pasterskie, lecz na początku zaliczano je do psów z Appenzell. W 1913 na wystawie w Lengenthal pojawiły się cztery egzemplarze przedstawione przez profesora Alberta Heima, a na podstawie sędziowskich opisów zostały one wpisane do Szwajcarskiej Księgi Rodowodowej (SHSB) jako czwarta rasa szwajcarskiego psa pasterskiego.

W 1926 roku, z inicjatywy doktora B. Kolbera powstał Szwajcarski Klub Psa Pasterskiego z Entlebuch, a rok później opracowano pierwszy wzorzec rasy.

## Wygląd

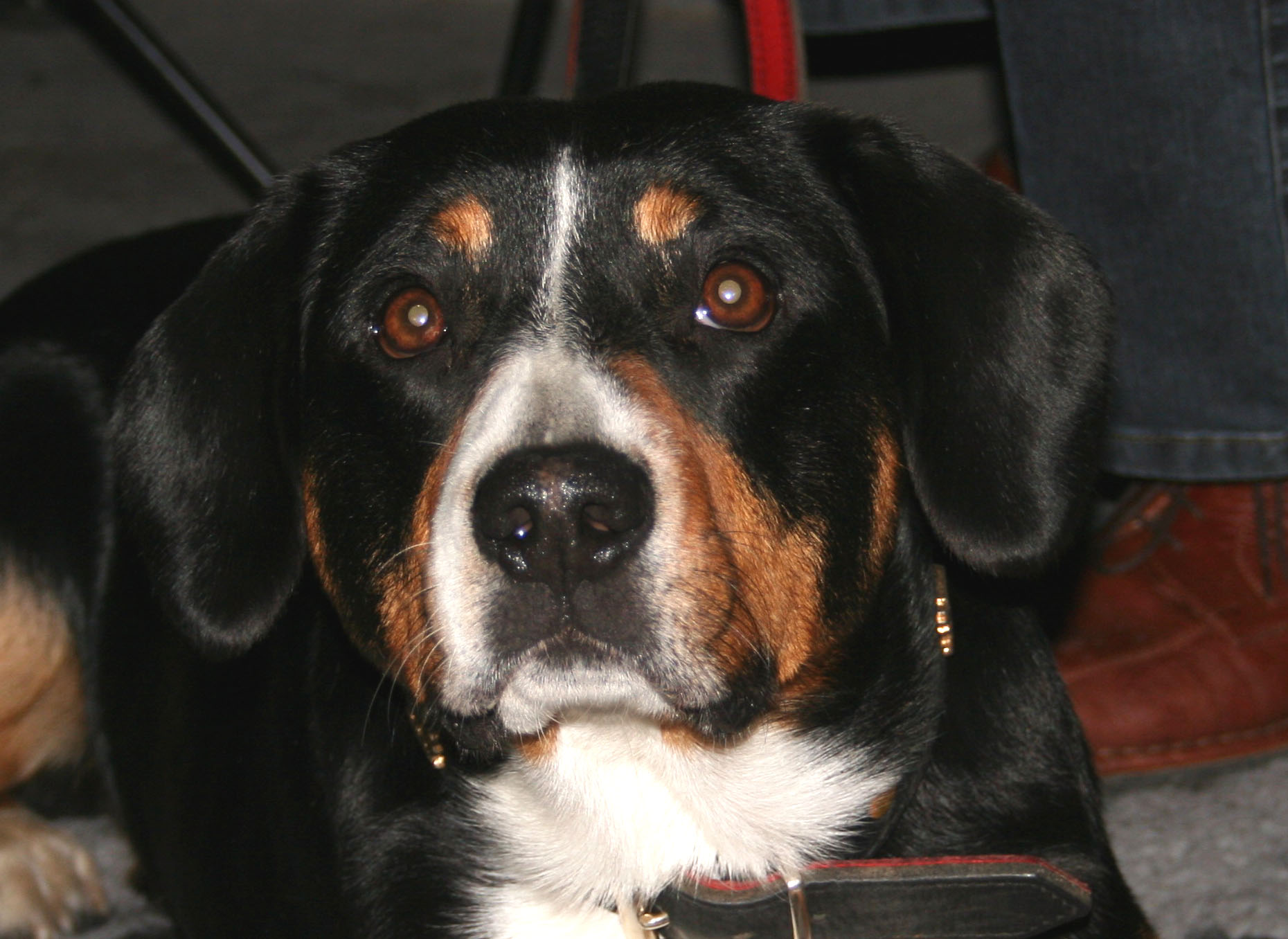
Głowa entlebuchera

### Budowa
Pies średniej wielkości, zwarty, o nieco wydłużonej budowie. Chód entlebuchera jest swobodny i płynny. Kończyny powinny być prowadzone prosto.

### Szata
Sierść jest krótka, twarda i błyszcząca, z gęstym podszerstkiem.

### Umaszczenie
Tricolor, typowe dla szwajcarskich psów pasterskich, czyli czarne z żółtym lub rudawym podpalaniem nad oczami, na łapach i policzkach, symetryczne białe znaczenia na szyi, piersi i głowie.

### Niedopuszczalne
- niebieskie, żółte oczy
- zbyt długa, miękka szata
- maść inna niż tricolor, kolor podstawowy inny niż czarny

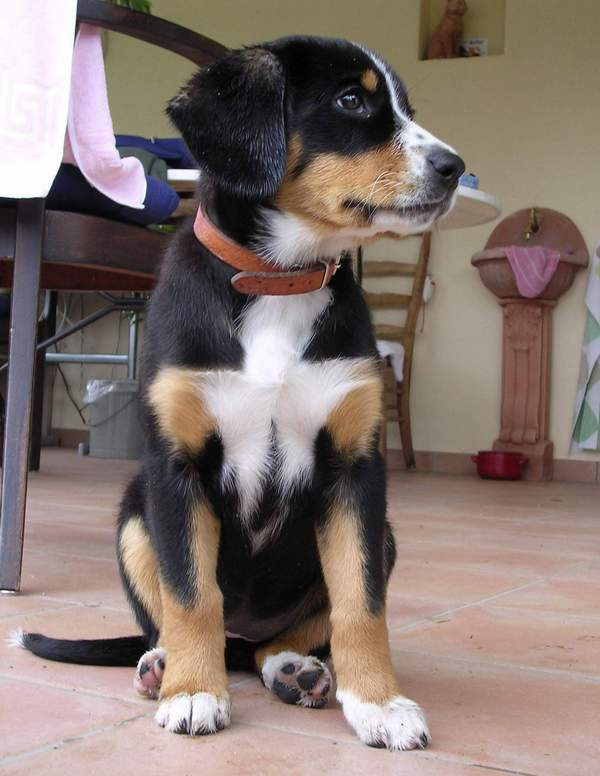
Szczenię entlebuchera

- zakręcony ogon

## Zachowanie i charakter
Entlebucher jest psem czujnym, inteligentnym, wytrzymałym i przyzwyczajonym do samodzielnej pracy. Dobrze znosi warunki miejskie, jednak potrzebuje dziennie dużo ruchu. Nie ma problemów w kontaktach z dziećmi, ale jest nieufny w stosunku do obcych. Wymaga trzymania w ogrodzonym terenie, z racji tendencji do gonitwy za samochodami, ludźmi oraz innymi zwierzętami. Zazwyczaj nie ma trudności z akceptacją innych psów w rodzinie.

## Użytkowość
Entlebucher może być psem stróżującym lub towarzyszącym.

## Zdrowie i pielęgnacja
Sierść jest łatwa w pielęgnacji lecz wymaga regularnego szczotkowania. Ze względu na dużą aktywność psów tej rasy istnieje konieczność zaspokojenia tej cechy na wolnym powietrzu.